# 앨리게이터 레코드
앨리게이터 레코드(Aligator Records)는 1971년 브루스 이글라우어가 세운 시카고에 근거지를 둔 미국의 독립적인 블루스 레코드 레이블이다.  이글라우어는 또한 1970년에 시카고에 있는 리빙 블루스 잡지의 창립자들 중 한명이었다.